# (467) Лаура
(467) Лаура (итал. Laura) — небольшой астероид главного пояса, который был открыт 9 января 1901 года немецким астрономом Максом Вольфом в обсерватории Хайдельберг в Германии и назван в честь героини оперы «Джоконда» итальянского композитора Амилькаре Понкьелли или в честь Лауры героини «Сонетов к Лауре» Петрарки.

## Орбитальные характеристики
Данный астероид расположен в средней части главного пояса на расстоянии 2,94 а. е. от Солнца. Поскольку он движется по практически круговой орбите с низким эксцентриситетом близким к 0,11, его расстояние от Солнца меняется не очень значительно, примерно от 390,711 млн км в перигелии до 489,641 млн км в афелии. 
Орбита астероида (467) Лаура лежит между орбитами Юпитера и Цереры, вблизи орбитального резонанса 7:3. Близость орбиты астероида к резонансу позволяет предположить, что он может быть выброшен со своей орбиты за орбиту Юпитера в ближайший миллион лет.

## Физические характеристики
Диаметр астероида относительно небольшой, всего 40,96 км, а его масса при плотности 2,000 г/см³ будет равна 7,7⋅1016 кг, что составляет менее 0,003% массы всего пояса астероидов. Гравитационное ускорение на поверхности астероида составляет примерно 0,012 м/с², что в 800 раз меньше земной. Его поверхность очень тёмная, с альбедо равным 0,0633, что указывает на наличие большого количества углерода. Абсолютная звёздная величина астероида составляет всего 10,5m из-за небольших размеров и относительно небольшой отражательной способности, а его видимая звёздная величина и того меньше. 